# Cable Plus Film
Cable Plus Film (česky Kabel Plus Film a v oficiálních zkrácených formách Cable+ Film a Kabel+ Film) byl prvním filmovým televizním kanálem v Československu, jehož vysílání bylo spuštěno 19. prosince 1992. Stanice byla provozována kabelovým operátorem Kabel Plus a vycházela z koncepce rodinného kanálu. V budoucnu chtěl provozovatel stanici profilovat jako čistě filmový kanál. Jediným ústupkem měla být americká hitparáda, která byla atraktivní pro mladé diváky.
Stanice měla sídlo v Ostravě, v roce 1998 bylo sídlo přesunuto do Prahy. Zprvu byl signál dostupný jen v kabelových sítích provozovatele, později byl přenášen také prostřednictvím družic Gorizont 26 a následně DFS Kopernikus 2 v kódu společnosti MultiChoice.
Dne 29. května 1998 byl tento kanál nahrazen českou verzí programu Hallmark.

## Historie

### První roky vysílání (1991 - 1993)
S filmovým kanálem společnosti Kabel Plus se počítalo již od vybudování první sítě v Opavě, avšak realizace příprav na spuštění kanálu započaly na podzim roku 1991. Zprvu se předpokládalo odvysílání 20 filmových premiér za měsíc, ale zároveň se taky nepočítalo s tím, že by nabídka programů byla lepší, než ta, kterou nabízely zahraniční satelitní televize. Programový ředitel Leoš Pohl a nákupčí programů Aleš Fabík se i přesto zúčastnili televizních trhů MIPCOM a MIPTV ve francouzském Cannes, kde z ekonomických důvodů nakupovali převážně filmy neznámé z kin a televizní minisérie. Mnozí distributoři nevěděli, za jakých podmínek mohou film prodávat, neboť v té době měl Kabel Plus jen 3000 přípojek v Opavě. Nakonec se dohodli na tom, že filmy budou kupovat za stejných podmínek, za jakých je nakupovala Československá televize. Největším dodavatelem se stala italská mediální společnost Fininvest, dnes Mediaset.
Dne 19. listopadu 1992 Kabel Plus otevřel nové studio v Domě kultury v Ostravě - Vítkovicích, které sloužilo pro výrobu a vysílání pořadů na kanálech Kabel Plus Film a INFO KANÁL Kabel Plus. Slavnostní tiskové konference konané v Hotelu Atom k otevření studia se zúčastnili také zahraniční novináři a hosté, spolu s partnerskou firmou Shrack Telecom.
V sobotu 19. prosince 1992 bylo v 18:30 hodin zahájeno vysílání prvního filmového kabelového televizního kanálu v Československu. Prvními městy, kde byl příjem kanálu možný, kvůli napojení na mikrovlnný distribuční systém, byly Opava, Ostrava, Hlučín a Frýdek-Místek. V severomoravském kraji jej mělo možnost sledovat na 15 000 diváků, v celém Československu pak necelých 100 000. V Ostravě bylo kopírovací pracoviště, kde se pořizovaly kopie nahrávek celého vysílání a ty se následně dopravovaly na odbavovací pracoviště v jednotlivých regionech, odkud se vysílalo. Odbavovací pracoviště byla vybudována v Ostravě, Českých Budějovicích a Hradci Králové, ze kterých se signál šířil do dalších měst v krajích, zatímco pracoviště v Ústí nad Labem a Liberci odbavovala signál pouze pro město. Do budoucna byla plánovaná výstavba dalších sedmi samostatných pracovišť v Praze a jedno pracoviště v Košicích. V Praze se počítalo s pozdějším zavedením mikrovlnného distribučního systému. Vzhledem k tomu, že některé regionální sítě v té době ještě nebyly propojeny, bylo v plánu do jara následujícího roku k ním signál stanice Kabel Plus Film distribuovat prostřednictvím satelitu.
Do konce roku 1992 byl Kabel Plus Film vysílán bezplatně i na pozici INFO KANÁLU Kabel Plus.

Dne 1. prosince 1993 zahájil Kabel Plus Film zkušební testy s distribuci svého signálu přes ruskou družici Gorizont 26. Tuto družici zvolil z čistě ekonomických důvodů. Vysílání nebylo kódováno, ale provozovatel stanice s ním do budoucna počítal. Během vánočních svátků došlo k výpadku distribuce signálu přes satelit. Ta byla obnovena až v sobotu 8. ledna 1994.
V roce 1993 byl poprvé odvysílán film na přání diváků. Diváci mohli vybírat ze tři filmů uveřejněných v časopisu Kabel Plus - programový průvodce a automaticky se zařadili do slosování o knižní odměnu. Film na přání diváků byl vysílán poslední sobotu v měsíci v hlavním vysílacím čase. Tato tradice se udržela až do srpna 1996.
Na konci roku 1993 bylo ke kabelové síti připojeno celkem 217 446 českých domácností.

### Problémy s distribucí signálu (1994 - 1996)
Dne 4. ledna 1994 Kabel Plus Film odvysílal ku příležitosti oslav třetího výročí založení společnosti Kabel Plus galavečer s názvem Slavte s námi, vysílaný od 19:25 do 20:00 hodin s dalšími jednotlivými vstupy až do půlnoci. Diváci, kteří zavolali na zveřejněné telefonní číslo a nahlásili číslo smlouvy na pronájem účastnického terminálu UTK, mohli soutěžit o poukázky v hodnotě 9 999 Kč na nákup zájezdu v dceřiné cestovní kanceláři TV Holiday.
Od 2. dubna 1994 zahájil Kabel Plus Film pravidelné vysílání přes satelit a ještě týž měsíc začal své pořady kódovat systémem VideoCrypt 2. Satelitní distribuce zcela nahradila dosavadní systém vysílání z odbavovacích pracovišť. Odbavování programu měla nově na starosti dceřiná společnost Kabel Plus Praha a.s. z lokality Košťálkova. Odtud byl signál rádioreléovou trasou dopraven na uplinkovou stanici Zlatníky u Prahy, odkud se signál vysílal na satelit. Na hlavní stanice kabelové televize byly instalovány přijímače amerického výrobce Drake se zařízením pro sledování výkyvů satelitu z přidělené družice (tzv. tracking system). Provozovatel rovněž zahájil jednání s představitelem společnosti MultiChoice Kaleidoscope, Aubreyem Welche, o možném zařazení filmového kanálu do stejnojmenného paketu. To se podařilo vyjednat v červenci, kdy již bylo nabízeno dekódovací zařízení a karta s předplacenými programy Kabel Plus Film, country kanálu CMT, dokumentárního Discovery Channel a erotického The Adult Channel. Předplatné Kabelu Plus Film (Cable Plus only) bylo nabízeno za 215 Kč.
V druhé polovině dubna 1994 si nechal provozovatel zpracovat dotazovaný marketingový průzkum u společnosti GfK Praha, ve kterém se dotazovali na týdenní sledovanost filmového kanálu. Z celkového počtu 817 respondentů potvrdilo sledovanost 81% v České republice a 92% na Slovensku. Mimo jiné uvedli, že tento kanál stojí v popředí jejich zájmu, i když v České republice obliba tohoto kanálu se spuštěním komerční stanice Nova poklesla.
Dne 15. června 1994 došlo k dvoudennímu výpadku satelitního signálu, v důsledku čehož byl filmový kanál dostupný jen v některých sítích společnosti Kabel Plus. Za výpadek se provozovatel omluvil prostřednictvím svého programového průvodce. Operátor ruských satelitů předčasně vypověděl smlouvu Kabelu Plus a začal transpondéry využívat pro vlastní potřebu. Kabel Plus narychlo sjednal smlouvu o distribuci přes německý satelit Eutelsat II-F4 M na pozici 7° východně, kde vysílal od soboty 18. do neděle 19. června 1994. Během této doby se mu podařilo dohodnout na obnovení vysílání přes jiný satelit Gorizont 12/22 na orbitální pozici 40° východně, kde vysílal na stejné frekvenci, jako na Gorizontu 26. Vzhledem k tomu, že tato družice inklinovala a nedržela vertikální stabilitu, objevily se problémy s udržením zaměření vysílací paraboly. Proto podnikl kroky k uzavření dohody s operátory jiných družic a zvažoval vysílání na družicích DFS Kopernikus nebo Eutelsat. Před přechodem na německou družici Eutelsat I-F5 mu od 11. července 1994 ruský operátor umožnil návrat na původní družici Gorizont 26, ale jen do konce srpna. Vysílání stanice Kabel Plus Film od 1. srpna 1994 pokračovalo již přes německou družici Eutelsat I-F5 z orbitální pozice 21.5° východně. Vysílání na původní družici bylo ukončeno k 1. září 1994.
Ve čtvrtek 1. října 1994 zahájil Kabel Plus Film nepřetržité vysílání. Rozšířila se nabídka filmů a pořadů vlastní i převzaté produkce. Noční a polední čas byl vyplněn videotextovou smyčkou. Zvýšil se i počet repríz. Poprvé bylo možné na filmovém kanálu sledovat živý pořad Vysílá studio KABEL PLUS, který byl vysílán třikrát denně. První díl pořadu byl pojat jako propagace služeb Kabelu Plus.
Na Štědrý večer a na Silvestra v roce 1994 vysílal Kabel Plus Film ve svých sítích nekódovaně pro všechny zákazníky.
V roce 1994 se Kabel Plus finančně podílel na vzniku českého seriálu Když se slunci nedaří. Podle koprodukční smlouvy si vyhradil právo na předpremiéru odvysílání tohoto seriálu na svém filmovém kanálu ještě dřív, než jej odvysílá Česká televize.
V pondělí 16. ledna 1995 bylo zahájeno pokusné satelitní vysílání slovenské kabelové televize Danubius Cable TV (DCTV). Kanálu byla přidělena frekvence na stejném transpondéru, na kterém vysílal Kabel Plus Film, v důsledku čehož došlo k ještě většímu zhoršení kvality příjmu obou programů z družice Eutelsat I-F5, což v brzké době znamenal konec pro DCTV.
Dne 26. ledna 1995 byla založena společnost Kabel Plus Sport a.s., která začala od 4. března 1995 pro filmový kanál zajišťovat sportovní přenosy. Prvním přenosem byl tenisový Nokia Cup. Takzvané sportovní odpoledne se začalo na programu Kabel Plus Film objevovat každou sobotu a neděli.
Od února 1995 Kabel Plus připravil pro své diváky dvě novinky. Jednak se výrazně rozšířila nabídka filmů české a slovenské produkce, které nyní vysílal každý den, a zároveň tyto filmy přestal na satelitu kódovat. Mohli je tak zhlédnout i diváci, kteří nebyli předplatiteli tohoto kanálu.
Z technických důvodů bylo 2. května 1995 zahájeno vysílání stanice až v 11:00 hodin.
Dne 1. června 1995 došlo ve snaze zajistit co nejkvalitnější a bezporuchový signál k přechodu vysílání na stabilnější německou družici DFS Kopernikus 2. Provozovatel kanálu upozornil na skutečnost, že při přechodu na jinou družici mohlo dojít v některých místech ke krátkodobým výpadkům signálu. Zároveň bylo třeba přesměrovat antény na všech hlavních stanicích kabelových televizí, které nabízejí filmový kanál Kabel Plus Film ve své nabídce. Provozovatel rovněž informoval, že k tomuto měsíci je na síť kabelové televize Kabel Plus napojeno 400 000 domácností v České a Slovenské republice.
V pondělí 2. října 1995 provedl Kabel Plus Film úpravu programového schématu, kdy ukončil vysílání polední čtyřhodinové smyčky videotextu, jež se vysílala od 11:00 hodin, a zařadil do vysílání nové pořady rozšiřující dosavadní hudební nabídku na filmovém kanálu. Hudební pořady se od toho měsíce začaly vysílat denně. Jednalo se o Písničky ze CMT a pořadu věnovaný pop-rocku Co letí na MTV. Dalším novým pořadem byly Interaktivní hry.
V druhé polovině tohoto roku došlo k další úpravě programového schématu, kdy v souvislosti s rozšířením pokrytí celoplošné televizní stanice Premiéra TV, byla navýšena nabídka filmů. Vyvstala opět myšlenka úzce profilovaného filmového kanálu.
Ve stejném roce se provozovatel stanice účastnil mezinárodního veletrhu IFA 95, na kterém bylo poprvé v Evropě představeno zařízení pro digitální satelitní příjem. Ve snaze snížit náklady za distribuci signálu na minimum se Kabel Plus rozhodl pro budoucí zahájení vysílání v normě MPEG-2. Náklady za uplink a pronájem satelitní kapacity dosahovaly v roce 1995 výše 70 milionů korun.
Na přelomu roku 1995 bylo zahájeno vysílání teletextu. Teletext obsahoval mimo jiné informace o pořadech filmového kanálu, stejně tak i celotýdenní programy českých a slovenských stanic, vysílajících v kabelové síti Kabel Plus a.s., a programy české verze Eurosportu a TNT Classic Movies.
Dne 17. října 1996 zahájil Kabel Plus Film vysílání svého prvního dvojjazyčného pravidelného pořadu, věnovaného satelitnímu příjmu a technice, s názvem SAT-TV Magazín. Vysílání v češtině probíhalo nekódovaně na frekvenci zvukové nosné 6.50 a 7.02 MHz v češtině, a angličtině na 7.20 MHz.

### Přechod na MPEG-2 a konec vysílání (1997 - 1998)
Satelitní vysílání Kabelu Plus Film přešlo 23. ledna 1997 na digitální způsob distribuce svého signálu v normě MPEG-2 prostřednictvím nové digitální platformy CzechLink a zakódováno systémem CryptoWorks. Toho dne skončila možnost individuálního příjmu. Z nabídky placené analogové televize Multichoice Kaleidoscope zmizel kanál k 1. lednu 1997. Dosavadním satelitním abonentům byla nabídnuta možnost bezplatného sledování filmového kanálu FilmNet na předplacenou dobu. Vysíláním v normě MPEG-2 se stal Kabel Plus Film prvním kanálem ve střední a východní Evropě, který přešel na tento způsob digitální komprimace svého signálu.
Ke konci roku 1997 bylo k síti Kabel Plus v České republice a na Slovensku připojeno 452 000 domácností.
Vysílání televizní stanice Kabel Plus Film bylo 29. května 1998 pro snižující se oblibu nahrazeno českou verzí amerického rodinného kanálu Hallmark.

## Předplatné
Filmový kanál Kabel Plus Film byl vysílán prostřednictvím televizního kabelového rozvodu společnosti Kabel Plus a také prostřednictvím satelitu pro individuální příjemce a kabelové rozvody jiných společností. Předplatné pro diváky v kabelové síti Kabel Plus se pohybovala v rozmezí od 50 do 80 Kč. V této ceně získal předplatitel zdarma jako bonus ještě další tři satelitní programy. Individuální satelitní příjem byl umožněn po vstupu kanálu do balíčku placené televize MultiChoice Kaleidoscope, kde byl v balíčku Cable Plus only nabízen v ceně 215 Kč. Všem kabelovým i satelitním předplatitelům zasílal Kabel Plus svého programového průvodce, ve kterém našli informace o vysílaných filmech a program filmového kanálu na celý měsíc dopředu.

### Balíčky v paketu MultiChoice
| Balíček               | Popis                                                   |
| --------------------- | ------------------------------------------------------- |
| Cable Plus only       | Balíček obsahující předplatné jen na Kabel Plus Film.   |
| Cable Plus Basic      | Balíček obsahující Kabel Plus Film, QVC, CMT a MTV.     |
| Cable, Filmnet, Basic | Předplatné na Kabel Plus Film, FilmNet, QVC, CMT a MTV. |

## Dostupnost

### Satelitní vysílání
V prvních letech sloužilo satelitní vysílání výhradně pro distribuci signálu pro hlavní stanice kabelové televize Kabel Plus v České republice a na Slovensku. Příjem z ruské družice Gorizont 26 byl možný jen s parabolou větších rozměrů.
| Družice                   | Frekvence (GHz), SR, FEC | Norma vysílání | Kódování                    | Vysílací čas (SEČ) | Poznámka                                                                         |
| ------------------------- | ------------------------ | -------------- | --------------------------- | ------------------ | -------------------------------------------------------------------------------- |
| Gorizont 26 (11°W)        | 11.525/P                 | PAL            | nekódovaně do 2. dubna 1994 | 18:30 - 00:30      | od 1. prosince 1993 do 15. června 1994 od 11. července 1994 do 31. července 1994 |
| Eutelsat II-F4 M (7°E)    | ?                        | PAL            | nekódovaně                  | 18:30 - 00:30      | od 18. června do 19. června 1994                                                 |
| Gorizont 12/22 (40°E)     | 11.525/P                 | PAL            | nekódovaně                  | 18:30 - 00:30      | od 20. června 1994 do 11. července 1994                                          |
| DFS Kopernikus 2 (28.5°E) | 11.475/H                 | PAL            | Videocrypt 2                | 24 hodin           | od 1. června 1995                                                                |
| Eutelsat I-F5 (21.5°E)    | 11.067/H                 | PAL            | VideoCrypt 2                | 24 hodin           | od 1. srpna 1994 do 1. června 1995                                               |
| DFS Kopernikus 2 (28.5°E) | 11.478/H, 30 000, 3/4    | DVB-S/MPEG-2   | CryptoWorks                 | 24 hodin           | od 23. ledna 1997                                                                |

### Kabelová televize
Níže je uveden seznam kabelových sítí, které si televizní program Cable Plus Film nechaly zaregistrovat u Rady pro rozhlasové a televizní vysílání.

#### Česko
- Kabel Plus
- SATTURN HOLEŠOV

#### Slovensko
- Kabel Plus

## TV pořady

### Hudební pořady
Co letí na MTV
Jednohodinový pořad zaměřený na pop-rock zahájil vysílání 2. října 1995. Vysílal se pravidelně každý všední den ve 14:00 hodin, v neděli byla v rámci pořadu odvysílána evropská hitparáda.
Písničky ze CMT
Hudební pořad zaměřený na country hudbu z produkce americké CMT byl poprvé odvysílán ve dvou blocích v pondělí 2. října 1995 ve 12:30 a 16:15 hodin.

### Zábavní pořady a publicistika
Cyklistika
Dvacetiminutový pořad věnovaný zajímavostem z historie zdokonalování tohoto dopravního prostředku, vysílal od 5. ledna 1995 do konce března téhož roku každý čtvrtek v 18:40 hodin. Autory pořadu byli Rudolf Bajer a Radomír Svoboda.
FOR men
Magazín slovenské produkční společnosti Agency CasTel z Košic, moderovaný slovenským hercem Martinem Nikodýmem, věnující se životnímu stylu moderního muže a pohledu na exkluzivní přehlídku nejnovější pánské módy konané 23. dubna 1995 v Koncertní síni bratislavské Reduty. Pořad obsahoval celou řadu informací ze společenského života, včetně střetnutí s módním návrhářem.

Interaktivní hry
Interaktivní soutěžní pořad, moderovaný mluvícím centrálním počítačem, se poprvé objevil 2. října 1995 v 18:00 a poté ještě v 19:20 hodin téhož dne. Do konce roku se vysílání pořadu objevovalo až čtyřikrát denně. Divák, který si chtěl s počítačem zahrát, musel zavolat na telefonní číslo 662 42 10 a plnit úlohy, které mu počítač zadal. V případě, že divák tápal, centrální počítač mu napovídal. Provozovatel prostřednictvím programového průvodce informoval diváky, že vysílání v 19:20 hodin nemusí být dostupné všem, neboť v některých sítích Kabel Plus může být v té době vysílán regionální program. Od února 1996 se vzhledem k četným stížnostem vysílání tohoto pořadu značně zredukovalo.
Jak lépe bydlet
Pětidílný informativně-zábavný pořad věnovaný bydlení a architektuře připravil Kabel Plus ve spolupráci s Českomoravskou stavební spořitelnou. V prosinci 1995 se diváci mohli dozvědět, komu je stavební spoření s liškou určeno, podívali se do zákulisí ČMSS v Praze, Marta Elefteriadu radila jak zpříjemnit atmosféru domova a zhlédli netradiční úpravu jednopokojového bytu. Další díl nabídl informace o úvěrech, tip na rekonstrukci půdního bytu a návštěvu katastrálního úřadu. V každém díle byla pravidelná rubrika Lišákova poradna, ve které se diskutovalo o spoření, výhodách a variantách spoření, výši státní podpory a měsíčních splátek. Rubrika Klub stavební spořitelny byla věnována telefonickým diváckým dotazům. Dětem byla určena rubrika Lišákův pohádkový svět, ve které děti malovali, stavěli i modelovali a soutěžili o atraktivní ceny. V pořadu soutěžili i dospělí diváci, kteří poštou zaslali fotografii interiéru či exteriéru, nebo přišli s vlastním nápadem na úpravu bytu.

Lidé kolem nás
Pořad filmových portrétů autorky a redaktorky společnosti Kabel+ Severní Morava Heleny Šímové vysílaný od dubna 1995 na stanici Kabel Plus Film jednou měsíčně. V dubnu se diváci mohli seznámit s nevidomým ladičem pian Josefem Kiktou, sestrou Zdislavou a ředitelkou ústavu pro mentálně postiženou mládež v Opavě. V květnu byl pořad věnován biotronikovi Jaroslavu Hejdukovi z Prostějova, v červnu pak opavskému hudebníkovi Pavlu Helebrandovi.

NENUDO
Televizní pořad moderovaný Zdeňkem Kačorem a dětmi vyrobený v ostravském studiu Kabelu Plus. Usedalo se na Ostrově fantazie a dělil se na jednotlivé bloky (tzv. okénka). V bloku Malované ZOO s písničkou pravidelně zpíval přerovský zpěvák Pavel Novák písničky o zvířatech. Písnička podněcovala školáky malovat a ty mohli získat nějakou cenu. V Nenuďáku se představili děti z různých kroužků, ve kterých se naučili obdivuhodné věci. V bloku Nápodoba děti imitovali zpěv a taneční kreace současných hvězd světové populární hudby a blok Hitovna pro změnu sledovala oblíbenost českých a zahraničních i lidových písniček mezi žáky ostravských škol.

Povídání v čase
Televizní pořad Povídání v čase s moderátorem Milanem Švihálkem byl vysílán od května 1995 pravidelně každý týden. Jednalo se o besedu s hosty. Symbolem pořadu byly přesýpací hodiny, které moderátor na začátku pořadu nastavoval na 15 minut. Hosty pořadů byli cestovatel Miroslav Zikmund, spisovatel sci-fi Ondřej Neff, Ladislav Kochánek - autor knihy 1000 českých NEJ, etnografka Nelly Rasmussenová, novinář Bohuslav Šnajder, otec slavného tenisty Jiří Lendl a další.

Telefór
Zábavný soutěžní pořad pro děti a mládež zahájil vysílání v dubnu 1994 v severomoravské verzi INFO kanálu Kabel Plus. Od prosince 1994 byl vysílán také na filmovém kanálu každé pondělí od 14:30 hodin. Autorem i moderátorem pořadu se stal IT technik počítačů Amiga Dan Tanhäuser, který již měl zkušenosti s moderováním pořadů Infonoviny a Cestovatelský magazín odvysílané na Infokanálu. Při vytváření soutěží pro děti se inspiroval na dětském táboře, kde dělal vedoucího. Původně se mělo jednat o nemoderovaný pořad, do moderování se podle jeho slov vrhl po nátlaků kolegů. Pořad obsahoval tyto soutěže: Hádej číslo, Fórparáda, Hra o tábor a další. Od roku 1996 byl Telefór vysílán také na terestrické frekvenci severomoravské regionální televize TV Sever Ostrava, kterou sdílela s celoplošnou stanicí Premiéra TV.

### Ostatní formáty
Kdo umí
Jednalo se o pořad věnovaný prezentaci firem, na jejichž náklady byl vyroben. Obsahoval besedu a videovizitku prezentované firmy. Vysílal se v sobotu a neděli vpodvečer.

Relax
Televizní pořad Relax se věnoval instruktáži při cvičení jógy. Ačkoliv byl o pořad ze strany diváků zájem a vysílal se v pondělí, středu a pátek, v květnu roku 1995 vypadl z dramaturgie programu. Kdy a zda se pořad obnoví, nebylo známo, ale v dalších měsících se již nepočítalo s pravidelným vysíláním.

SAT-TV magazín
Čtyřiadvacet půlhodinových dílů vysílaných jednou za 14 dní. Informativní pořad, jehož premiéra byla odvysílána 17. října 1996, byl určený začínajícím českým i zahraničním divákům satelitního příjmu. Nekódované vysílání v angličtině a češtině probíhalo v 19:00 hodin, repríza pak následující den dopoledne. Na pořadu se odborně podílela redakce časopisů Satelit (časopis) a technického měsíčníku Satelit plus. Obsahem pořadu byly také přehledy jednotlivých družicových systémů a představení s ukázkami jednotlivých stanic. Prvních 12 dílů bylo věnováno analogovému příjmu a dostupné satelitní technice, zbytek dílů se věnoval příjmu digitálnímu, kde pořad seznámil diváky s uplinkovou stanicí v Irsku, v plánu bylo také odvysílat záznam z mezinárodních veletrhů satelitní techniky CeBIT, Cable & Satellite, nebo IFA.
| Název rubriky                             | Popis |
| ----------------------------------------- | --- |
| Nejnovější události na oběžné dráze       | Aktuální informace o programových novinkách a změnách v satelitním vysílání. |
| Novinky v satelitní technice              | Demonstrace nových výrobků s ukázkami jejich funkcí. |
| Putujeme po orbitu                        | Představení volných i kódovaných rozhlasových a televizních stanic dostupných v C i Ku pásmu. První dva díly se věnovaly satelitům Astra.                                             |
| Soutěž o ceny                             | Diváci odpovídali na otázky vztahujícím se k satelitnímu příjmu. |
| Teorie od A do Z                          | Rubrika seznamovala diváky s problematikou satelitního příjmu, vysvětlovala základní technické pojmy, radila s použitím satelitní techniky a seznamovala diváky s kódovacími systémy. |
| Vyhlášení a vyhodnocení soutěžních otázek | |
| Zajímavosti a odpovědna                   | Odpovědi na dotazy diváků a prezentace amatérských zařízení a konstrukcí pro satelitní příjem.                                                                                        |

Vysílá studio KABEL PLUS
Živě vysílanou besedu z ostravského studia Prométheus, moderovanou Marcelou Heříkovou a Jiřím Ryšavým, bylo poprvé možné zhlédnout 1. října 1994. První díl pořadu byl pojat jako propagace služeb společnosti Kabel Plus a.s..
Vysílá ETV
Premiéra vzdělávacího pořadu byla odvysílána 6. dubna 1996 ve dvou blocích v 8 a 9:55 hodin. Televizní pořad představila společnost EDUCA a.s. a nabídla veřejnou nabídku multimediálních pořadů pro zájemce o vzdělávání a poznání. Po premiéře získal tento pořad pravidelný vysílací čas v pondělí a středu od 18 do 19:20 hodin.

## Filmy a seriály
Mezi hlavní distributory v roce 1994 patřily americké společnosti Turner International, ACI International, Worldvision Enterprises, britské CORI a Manifesto, francouzský Canal+ Distribution a italský Mediaset. Kabel Plus se stal exkluzivním zástupcem Playboy Entertainment pro kabelové sítě v České republice.

## Kritika
V březnovém čísle časopisu Kabel Plus - Programový průvodce byla zveřejněna kritika kanálu Kabel Plus Film, kde si diváci stěžovali na velmi časté reprízování a na rozdílné názvy filmů v programovém schématu od názvu filmů později ve vysílání. Jako příklad byly uvedeny tyto názvy: Dvojitý Standard = Dvojí život, Jeskyně Zlaté růže = Tajemství zlaté jeskyně, Leona Hemsleyová = Královna chamtivých, Utajení - Dokonalá kamufláž a další. Podle vyjádření redaktorů časopisu byla důvodem odlišných názvů dlouhá výrobní doba pro vydávání časopisu, kdy časopis operuje jen s pracovními názvy. Na kritiku častých repríz provozovatel reagoval se slovy, že se jedná o kanál výběrový a jeho sledování je volbou výběru diváka.